# Чикасо (округ, Айова)
Шаблон:StateAbbr_ 43°03′36″ пн. ш. 92°19′08″ зх. д. / 43.06° пн. ш. 92.318888888889° зх. д.
Округ Чикасо (англ. Chickasaw County) — округ (графство) у штаті Айова, США. Ідентифікатор округу 19037.

## Історія
Округ утворений 1851 року.

## Демографія
За даними перепису
2000 року
загальне населення округу становило 13095 осіб, зокрема міського населення було 3278, а сільського — 9817.
Серед мешканців округу чоловіків було 6550, а жінок — 6545. В окрузі було 5192 домогосподарства, 3646 родин, які мешкали в 5593 будинках.
Середній розмір родини становив 3.
Віковий розподіл населення поданий у таблиці:
| Стать    | До 15 років | 15-21 | 22-29 | 30-39 | 40-49 | 50-65 | 65-85 | Понад 85 |
| -------- | ----------- | ----- | ----- | ----- | ----- | ----- | ----- | -------- |
| Чоловіки | 1428        | 675   | 488   | 859   | 1034  | 1053  | 911   | 102      |
| Жінки    | 1307        | 581   | 413   | 855   | 983   | 1074  | 1084  | 248      |

## Суміжні округи
- Говард — північ
- Віннешік — північний схід
- Фаєтт — південний схід
- Бремер — південь
- Батлер — південний захід
- Флойд — захід
- Мітчелл — північний захід

## Виноски
1. ↑  US Decennial Census. US Census Bureau. Архів оригіналу за 26 квітня 2015. Процитовано 14 липня 2014.
2. ↑  Historical Census Browser. University of Virginia Library. Архів оригіналу за 11 серпня 2012. Процитовано 14 липня 2014.
3. ↑  Population of Counties by Decennial Census: 1900 to 1990. US Census Bureau. Архів оригіналу за 22 квітня 2014. Процитовано 14 липня 2014.
4. ↑  Census 2000 PHC-T-4. Ranking Tables for Counties: 1990 and 2000 (PDF). US Census Bureau. Архів оригіналу (PDF) за 18 грудня 2014. Процитовано 14 липня 2014.
5. ↑  State & County QuickFacts. US Census Bureau. Архів оригіналу за 8 липня 2011. Процитовано 14 липня 2014.(англ.) Наведено за англійською вікіпедією.
6. ↑  American FactFinder. Бюро перепису населення США. Архів оригіналу за 26 лютого 2012. Процитовано 31 січня 2008. [Архівовано 2008-05-21 у Wayback Machine.]

| США | Це незавершена стаття з географії США. Ви можете допомогти проєкту, виправивши або дописавши її. |